# Heinrich Wilhelm Schott
Pour les articles homonymes, voir Schott.
Heinrich Wilhelm Schott est un botaniste autrichien, né le 7 janvier 1794 à Brünn et mort le 5 mars 1865 à Vienne.

## Biographie
Il participe à l'expédition scientifique autrichienne au Brésil de 1817 à 1821 et devient en 1828 jardinier de la cour impériale de Vienne. À partir de 1845, Schott dirige les jardins et la ménagerie de l’Empereur, il transforme en 1852 le parc du château de Schönbrunn suivant la mode des jardins anglais.
Schott étudie la flore des Alpes et crée un jardin alpin au palais du Belvédère (Vienne).

## Publications
- Synopsis Aroidearum (1856).
- Icones Aroidearum (1857).
- Genera Aroidearum Exposita (1858).
- Prodromus Systematis Aroidearum (1860).